# Tryptofan
Tryptofan (skrótowo Trp lub W) – organiczny związek chemiczny z grupy aminokwasów białkowych. Jest obojętny elektrycznie; jego łańcuch boczny oparty jest na szkielecie indolu.
Wchodzi w skład białek (białka mleka, białka krwi), należy do aminokwasów niezbędnych (nie może być syntetyzowany w organizmie człowieka i musi być dostarczany z pożywieniem). Zdolność do jego syntezy mają niektóre rośliny i bakterie.
Przemiany tryptofanu są źródłem istotnych związków, m.in. tryptaminy, serotoniny (w organizmie zachodzi przemiana Trp → 5-hydroksytryptofan → serotonina), melatoniny, niacyny i roślinnych hormonów wzrostu (auksyn).
Rozpuszczalny w tłuszczach, gorącym alkoholu oraz mocnych zasadach. Tryptofan jest obok metioniny jednym z dwóch aminokwasów kodowanych zawsze tym samym kodonem – UGG.

## Zawartość tryptofanu w różnych pokarmach
| Pokarm               | Białko [g/100 g pokarmu] | Tryptofan [g/100 g pokarmu] | Tryptofan/białka [%] |
| -------------------- | ------------------------ | --------------------------- | -------------------- |
| suszone białko jaj   | 81,10                    | 1,00                        | 1,23                 |
| suszona spirulina    | 57,47                    | 0,93                        | 1,62                 |
| mięso dorsza suszone | 62,82                    | 0,70                        | 1,11                 |
| ziarno soi surowe    | 36,49                    | 0,59                        | 1,62                 |
| pestki dyni          | 33,08                    | 0,57                        | 1,72                 |
| ser parmezan         | 37,90                    | 0,56                        | 1,47                 |
| mięso karibu         | 29,77                    | 0,46                        | 1,55                 |
| ziarno sezamu        | 17,00                    | 0,37                        | 2,17                 |
| ser cheddar          | 24,90                    | 0,32                        | 1,29                 |
| ziarno słonecznika   | 17,20                    | 0,30                        | 1,74                 |
| wieprzowina          | 19,27                    | 0,25                        | 1,27                 |
| indyk                | 21,89                    | 0,24                        | 1,11                 |
| kurczak              | 20,85                    | 0,24                        | 1,14                 |
| wołowina             | 20,13                    | 0,23                        | 1,12                 |
| łosoś                | 19,84                    | 0,22                        | 1,12                 |
| baranina             | 18,33                    | 0,21                        | 1,17                 |
| karmazyn             | 18,62                    | 0,21                        | 1,12                 |
| jajko                | 12,58                    | 0,17                        | 1,33                 |
| mąka pszenna         | 10,33                    | 0,13                        | 1,23                 |
| mleko                | 3,22                     | 0,08                        | 2,34                 |
| ryż biały            | 7,13                     | 0,08                        | 1,16                 |
| płatki owsiane       | 2,54                     | 0,04                        | 1,16                 |
| ziemniaki            | 2,14                     | 0,02                        | 0,84                 |
| banany               | 1,03                     | 0,01                        | 0,87                 |